# Đinh Duy Vượt
Đinh Duy Vượt (sinh ngày 24 tháng 4 năm 1961) là một chính trị gia người Việt Nam. Ông hiện là đại biểu Quốc hội Việt Nam khóa 14 nhiệm kì 2016-2021, thuộc đoàn đại biểu quốc hội tỉnh Gia Lai, Phó Trưởng Đoàn chuyên trách Đoàn đại biểu Quốc hội tỉnh Gia Lai, Ủy viên Ủy ban Khoa học, Công nghệ và Môi trường của Quốc hội. Ông lần đầu trúng cử đại biểu Quốc hội năm 2016 ở đơn vị bầu cử số 2, tỉnh Gia Lai gồm có thị xã An Khê và các huyện: Kbang, Kông Chro, Đak Pơ, Mang Yang, Đak Đoa.

## Xuất thân
Đinh Duy Vượt sinh ngày 24 tháng 4 năm 1961 quê quán ở xã Gia Phú, huyện Gia Viễn, tỉnh Ninh Bình.

## Giáo dục
- Giáo dục phổ thông: 10/10
- Đại học Sư phạm chuyên ngành Toán
- Cử nhân chính trị
- Cử nhân lí luận chính trị

## Sự nghiệp
Ông gia nhập Đảng Cộng sản Việt Nam vào ngày 15/11/1982.
Ông từng là đại biểu hội đồng nhân dân tỉnh Gia Lai khóa 9 nhiệm kỳ 2004-2011, khóa 10 nhiệm kỳ 2011-2016; huyện Chư Sê nhiệm
kỳ 1994-1999, nhiệm kỳ 1999-2004.
Khi lần đầu ứng cử đại biểu Quốc hội Việt Nam khóa 14 vào tháng 5 năm 2016 ông đang là Tỉnh ủy viên, Ủy viên Đảng đoàn, Ủy viên Thường trực Hội đồng nhân dân tỉnh Gia Lai, làm việc ở Hội đồng nhân dân tỉnh Gia Lai.
Ông đã trúng cử đại biểu quốc hội năm 2016 ở đơn vị bầu cử số 2, tỉnh Gia Lai gồm có thị xã An Khê và các huyện: Kbang, Kông Chro, Đak Pơ, Mang Yang, Đak Đoa, được 192.551 phiếu, đạt tỷ lệ 71,68% số phiếu hợp lệ.
Ông hiện là Tỉnh ủy viên, Phó Trưởng Đoàn chuyên trách Đoàn đại biểu Quốc hội tỉnh Gia Lai, Ủy viên Ủy ban Khoa học, Công nghệ và Môi trường của Quốc hội.
Ông đang làm việc ở Đoàn đại biểu Quốc hội tỉnh Gia Lai.